# صلاح الدين الصباغ
العقيد صَلاَح الدِّين الصَّبَّاغ (1312 - 1364 ه‍ـ / 1894 - 1945 م) هو ضابط عراقي شارك في ثورة رشيد عالي الكيلاني.

## الولادة والنشأة
هو صلاح الدين بن علي بن إبراهيم الصباغ. ولد في الموصل سنة 1894 م وقيل 1899 م، وكان أصل والده من مدينة صيدا بلبنان، مصري الأصل وأم موصلية.
، تزوج الصباغ من عائلة القطان في الموصل فاصبح هو عديلاً لكل من رفيق طاهر الجلبي وعلي حيدر سليمان.

## مهنته العسكرية
دخل الكلية العسكرية وتخرج فيها ملازماً ثانيا وعمل ملازماً بالمدفعية في الجيش العثماني حيث اشترك في حروب على جبهة مقدونيا وجبهة فلسطين.
ثم اشترك في معارك الحجاز،وعمل مرافقاً للملك علي بن الحسين ، ثم التحق بالجيش العربي في سورية سنة 1918 واعتقله الفرنسيون سنة 1920 ثم أطلق سراحه بعد ثلاثة أشهر .
عاد إلى العراق وعين ضابطا في الجيش العراقي.
ابتعث إلى الهند للاشتراك بدورات تطوير خبراته العسكرية ، وإلى لندن للدراسة في مدرسة الأركان.
وهو ضابط خيال في الجيش العراقي وضابط ركن، تدرج في صنف الخيالة حتى أصبح آمرها ثم أصبح قائداً للفرقة الرابعة،
نقل من ضابط ركن الميرة وعين آمراً للقوة الجوية العراقية في 15/8/1937–11/10/1937 حتى وصل رتبة عقيد ركن.

## دوره الثوري
كان معروفا بميوله القومية وداعيا لها في الجيش ، وتأسيس فرق كتائب الشباب ومن المساعدين لتهريب الأسلحة إلى فلسطين .
اشترك مع مجموعة من صغار الضباط العراقيين في كتلة أطلقت على نفسها (كتلة الضباط القوميين) منذ عام 1927 كان منهم العقيد محمد فهمي سعيد والنقيب صلاح الدين الصباغ والذين نظموا أنفسهم للوقوف ضد السياسة البريطانية التي تحاول إعاقة تسليح الجيش العراقي وتطوره.
شارك مع رفاقه الذين كانوا يعرفون العقداء الأربعة وهم العقيد محمود سلمان وصلاح الدين الصباغ والعقيد فهمي سعيد والعقيد كامل شبيب في حركة مايس 1941 المسماة حركة رشيد عالي الكيلاني، ولما فشلت الحركة هرب من العراق فأعادته السلطات البريطانية إلى العراق وحكم عليه بالإعدام مع زملائه في الحركة.

## مؤلفاته
وقد سجل صلاح الدين الصباغ مذكراته إلى آخر حياته، في كتاب نشره ابنه نزار في دمشق سنة 1956 م باسم «فرسان العروبة في العراق». ولأبو الحجاج حافظ، كتاب «شهيد العروبة صلاح الدين الصباغ».
وله كتب مطبوعة أخرى منها 
- منهاج تعليم الركائب - 1927
- تعليم الفروسية بستة أشهر - 1930
- التعبئة - 1938
- دليل وضع أوامر الحركات (ترجمة) - 1938

## اعدامه
عندما أعلنت الهدنة عام 1945 م اعتقل في تركيا وسفر إلى أحد قلاع الإنكليز في حلب ، ثم هرب متخفيا في أراضي حلب وقبض عليه وسفر إلى العراق ، وأصدر الوصي عبد الاله حكم الإعدام عليه فنفذ وشنق على الملأ.